# Tư nhân hóa
Tư nhân hóa hay giải tư là một quá trình chuyển đổi sở hữu của một doanh nghiệp nhà nước sang tay tư nhân.

## Mục tiêu
Mục tiêu trên hết việc giải tư là để doanh sở hoạt động thêm hữu hiệu dưới cơ chế công bằng, phù hợp với thông lệ quốc tế và khai thác được tối đa khả năng hoạt động hiệu quả của cơ sở đó.
Với đại đa số các cơ sở xuất phát từ công hữu, trước khi chuyển đổi bị thua lỗ triền miên, sống bằng bầu sữa nhà nước; khi chuyển đổi sang tư nhân đã lập tức hoạt động có hiệu quả; thậm chí lãi lớn. Pháp đã tiến hành tư nhân hóa hãng Air France vốn thua lỗ triền miên, Công ty Điện lực Pháp (EDF). Từ mấy năm qua Air France đã sinh lời và sáp nhập cả Hãng hàng không KLM của Hà Lan.
Thông thường nhà nước là nơi lập chính sách, thi hành nó nên nhà nước không nên làm kinh doanh: vừa đá bóng thì không nên thổi còi và ngược lại. Hơn thế nữa, thực tế cho thấy nhà nước làm kinh doanh luôn kém nên vai trò đó nên chuyển cho khu vực tư nhân.
Việc tư nhân hóa đã làm giảm tải mạnh mẽ áp lực về tiền mặt và chiếm dụng các tài nguyên quốc gia. Ngân sách bớt gánh nặng, trong khi lại có nguồn thu từ thuế và các khoản khác đem lại. Trong trường hợp này, có thể nói hiệu quả nhân lên nhiều lần.

## Các loại hình tư nhân hóa
- Tư nhân hóa hoàn toàn:

Cách làm này thích hợp nhất cho các doanh nghiệp nhà nước cỡ vừa và nhỏ. Cách làm này là sự chuyển đổi triệt để một doanh nghiệp về mặt hình thức sở hữu.
- Tư nhân hóa một phần tài sản:

Loại hình chuyển đổi sở hữu này được vận dụng rất phổ biến ở Việt Nam.
- Công ty hóa:

Thực hiện phổ biến ở nhiều nước phát triển, đặc biệt là trong các công ty dịch vụ công ích (kiểu BBC), dịch vụ quốc gia như các ngành kinh doanh hạ tầng giao thông, điện, nước, viễn thông và có cả một số viện nghiên cứu, trường đại học, bệnh viện công lập.

## Lịch sử của vấn đề
Các nước theo nền kinh tế thị trường, việc tư nhân hóa các doanh nghiệp và tổ chức luôn được đặt ra lập tức khi nó hoạt động không có hiệu quả. BBC là một dẫn chứng điển hình của việc này.
Lịch sử đổi mới các cơ sở kinh doanh và theo mô hình kinh doanh được bắt đầu lần đầu tiên ở các nước Trung và Đông Âu vốn theo chủ nghĩa cộng sản với nền kinh tế hầu như chỉ có công hữu. Bắt đầu từ khoảng năm 1989, các nước này trong quá trình xây dựng cơ chế kinh tế thị trường và tiến hành tư nhân hóa khá nhanh chóng.
Tiếp theo, tiến trình này được thực hiện tại các nước đang phát triển, trong đó có Việt Nam, do sự vận động của Ngân hàng Thế giới và Quỹ Tiền tệ Quốc tế (IMF). Chính Trung Quốc thực hiện việc này khá muộn.

## Các nguy cơ từ quá trình tư nhân hóa
Quá trình tư nhân hóa có thể nảy sinh rất nhiều nguy cơ. Việc tư nhân hóa một cách ồ ạt các công ty nhà nước ở nước Nga và các nước Đông Âu đã làm một số người vốn là vô sản đã giàu lên nhanh chóng, trở thành các tỷ phú tầm cỡ thứ giới như Khodorovsky, Roman Abramovich, Berezevsky...
Việc đánh giá giá trị doanh nghiệp thấp xa và rất xa dưới mức giá trị của nó là việc phổ biến. Một số công ty con còn biến mất khỏi danh sách đưa đi tư nhân hóa.